# Veolia Transport
Veolia Transport (ранее Connex) — международная компания, оператор общественного транспорта, основанная во Франции международной компанией Veolia Environnement. В 2011 году, в результате слияния с компанией Transdev преобразована в компанию Veolia Transdev. Veolia Transport работала под торговой маркой Veolia Transportation в Северной Америке и в Израиле, под торговыми марками Veolia Transport и Veolia Verkehr в Германии, и под маркой «Connex» в Ливане и Джерси.
23 июля 2009 года было объявлено о слиянии Veolia Transport и Transdev (дочерней компании Caisse des Dépôts et Consignations). Объединение было завершено в марте 2011 года. Компания Veolia Transdev стала одним из мировых лидеров в секторе частных перевозок, имея более чем 110 000 сотрудников в 28 странах.
До 2011 года Veolia Transport вела разнообразные автомобильные и железнодорожные операции по всему миру, используя 72 000 работников во всем мире и обслуживая полностью или частично около 40 крупных городов с более 1 000 000 жителей, в том числе:
- Африка: Рабат
- Азия: Мумбаи, Сеул, Нанкин, Хуайнань, Гонконг, Израиль
- Европа: Париж, Марсель, Лион, Барселона, Мадрид, Бильбао, Белград, Берлин, Франкфурт, Штутгарт, Стокгольм, Гётеборг, Копенгаген, Гаага, Хельсинки, Прага, Варшава, Дублин
- Северная Америка: Атланта, Остин, Балтимор, Бостон, Денвер, Лас-Вегас, Лос-Анджелес, Майами, Новый Орлеан, Финикс, Питтсбург, Роли, Сакраменто, Сан-Диего и Торонто
- Южная Америка: Богота и Сантьяго
- Океания: Сидней, Брисбен, Перт и Окленд.

В 2007 году оборот компании составлял 5,6 млрд долларов.